# Cinema sem Estrelas
Cinema sem Estrelas foi uma rubrica de exibição de cinema que existiu na RTP, apresentado pelo cineasta Baptista Rosa, especializada na emissão de curtas-metragens e de cinema alternativo contemporâneo, em especial ao Novo Cinema de origem europeia, que por vezes apresentava entrevistas e reportagens com os realizadores ou com os protagonistas.

## Filmes Exibidos na Cinema sem Estrelas
Os filmes que foram estreados em televisão na "Cinema sem Estrelas" foram dos mais variados tipos e os que mais fizeram sucesso na televisão, como demonstra a lista dos seguintes exemplos que apresentamos de filmes que foram estreados, exibidos ou reexibidos na rubrica Cinema sem Estrelas de Baptista Rosa:

### 1967
| Dia de exibição        | Titulo do filme e ano            | País de origem | Realização         | Elenco principal | Tempo de exibição |
| ---------------------- | -------------------------------- | -------------- | ------------------ | ---------------- | ----------------- |
| 10 de novembro de 1967 | Cenas Típicas dos Estados Unidos | Estados Unidos |                    |                  | 30 minutos        |
| 24 de novembro de 1967 | O Pintor e a Cidade (1956)       | Portugal       | Manoel de Oliveira | António Cruz     | 25 minutos        |
| 8 de dezembro de 1967  |                                  |                |                    |                  | 30 minutos        |
| 22 de dezembro de 1967 |                                  |                |                    |                  | 30 minutos        |

### 1968
| Dia de exibição     | Titulo do filme e ano | País de origem | Realização  | Elenco principal | Tempo de exibição |
| ------------------- | --------------------- | -------------- | ----------- | ---------------- | ----------------- |
| 15 de março de 1968 | O Sena encontra Paris | França         | Joris Ivens |                  | 30 minutos        |

- "O Desterrado" de Manuel Guimarães.
- "Crónica do Esforço Perdido" de António de Macedo.
- "Cruzeiro do Sul" de Fernando Lopes.
- "O Noivo das Caldas" de Arthur Duarte, com António Silva, Ana Paula Zeiger, Curado Ribeiro e Érico Braga.